# 浪客剑心 追忆篇
《浪客剑心 追忆篇》是一部于1999年在日本以原創動畫錄影帶（OVA）形式发行的动画。该片由古桥一浩执导，十川诚志编剧，岩崎琢配乐并由Studio Deen负责动画制作，改编自日本漫画家和月伸宏成熟时期漫画作品《浪客剑心》中的部分故事。《浪客剑心追忆篇》（下文简称〈追忆篇〉）记述了主人公绯村剑心在幕府末期作为职业杀手以“人斩拔刀斋”之名号的经历，在揭示了他脸上的十字形伤疤来源的同时，也探寻了他与一个名叫雪代巴的女人之间的故事。
本剧最早分成4幕于1999年2月20日开始发行，9月22日发行了最后一幕。同年底又发行了四幕合一的导演剪辑特别版。之后为配合系列新作上映，本片在全球多个视频网站上多次免费播映。
本剧一改電視動畫劇集的轻快节奏，以灰暗写实的色调描绘了在幕末时期这一历史背景下个人对生死、信仰和爱情的认识过程。通过将真实历史事件和社会背景融入动画主题的方式，反映出对于民族历史的强烈自省。在学术界和评论界，本作被视为日式OVA的巅峰之作。

## 概述
本片改编自漫画家和月伸宏的漫画作品《浪客剑心》。主要讲述了主人公绯村剑心从父母双亡，在被人贩押解途中遭遇强盗屠杀而被剑客比古清十郎救下，到戊辰战争结束这一段故事。是为原作所改编的電視版动画的前传性故事。本片风格沉郁，思想复杂深沉，有很重的成人化倾向。

## 剧情

### 第一幕 刽子手
一支被人口拐卖贩子押解的队伍在前进的途中遇到了强盗。同行几位姐姐们拼死保护年幼的心太，但残忍的强盗还是将她们一一杀死。其中一位姐姐求心太一定要代她们活下去。就在此时，被称为比古清十郎的飞天御剑流大师碰巧遇见，他手刃匪徒后救下心太。心太不仅埋葬了被杀死的几位姐姐以及人贩队伍，还埋葬了土匪，这一举动给比古留下了深刻的印象并使他将心太收留为徒。他将心太改名为“剑心”，认为这个名字更适合一个剑客。
训练多年后，秉持坚信帮助弱者和无辜者的承诺的唯一方法就是加入革命、推翻德川幕府的剑心与师父比古清十郎发生了争吵并就此离开。下山后，剑心加入了长州藩维新志士高杉晋作组织的奇兵队，并很快受桂小五郎赏识，被招募成为其手下的杀手。1864年，为了执行任务，15岁的剑心和负责善后的饭塚等人来到了京都执行“天诛”任务。在一次执行刺杀京都所司代重仓十兵卫的行动中，剑心被重仓身边的一名随从清里明良在脸颊上留下了一道伤。这道伤一直都没有愈合。一个雨夜，在完成又一次刺杀任务后，剑心遇到了一名意外出现的杀手。在杀死了这名技术娴熟的杀手后，剑心意外遇到了一位神秘女子。

### 第二幕 迷路猫
剑心将目击他杀人而晕倒过去的女子带到他和长州藩众人落脚的“小荻屋”。第二天女子表示自己叫做雪代巴，并表示自己无处可去，之后剑心就将其留下。在剑心等人与桂小五郎交谈后，一方面桂令饭塚查清雪代巴的底细，一方面由于前一天晚上剑心行动之后遇到伏击的事，众人怀疑长州藩众志士中有内奸。在饭塚回报雪代巴没有嫌疑后，桂小五郎请求她成为剑心的“刀鞘”，避免剑心变成一把狂刀而带来悲剧。
1864年6月5日夜里，在维新志士们聚集的池田屋聚会上，桂小五郎和宫部鼎藏产生了争执并最终决裂。更甚的是，维新派的秘密聚会被京都守护职下属的新选组知晓。新选组袭击了聚会所在地的池田屋，维新派损失惨重。池田屋事件后，桂小五郎安排剑心和雪代巴假扮夫妻前往大津去躲避风头。当面对花店老板娘询问剑心是谁的时候，雪代巴答道“是外子”。

### 第三幕 宵里山
剑心和巴二人在山村里过着男耕女种的平静生活。此时饭塚乔装带来了外界的新消息，并留下了自己的药草担子，让剑心乔装药师以卖药谋生。几个月后，就在雪代巴开始逐渐适应药师妻子的角色时，她的弟弟雪代缘找到了她，并秘密向她透露，被指派追踪和负责刺杀剑心的幕府杀手集团“暗乃武”就埋伏在附近，伺机为她的未婚夫报仇。雪代巴带着不安送走了雪代缘。正是在这时，雪代巴意识到她已经放弃了复仇，并爱上了剑心。此时的剑心也已经爱上了雪代巴。第二天早上，雪代巴离开了房子，试图欺骗幕府人员放弃对剑心的追捕。在雪代巴失踪之后，饭塚前来找到剑心，他告诉剑心，雪代巴就是间谍，并且她正在与她的同伙们在一起。他还向剑心透露，雪代巴正是此前被剑心杀死的清里的未婚妻。然而，此时的剑心并不知道饭塚才是真正的内奸。

### 第四幕 十字伤
在前往寻找雪代巴的途中，剑心先后被埋伏的杀手袭击，听力和视力受到严重破坏。另一方面，杀手集团也发觉了雪代巴的背叛，反过来劫持雪代巴以胁迫剑心。在面对最后的对手时，身负重伤的剑心几无还手之力。就在此时，雪代巴挡在两者之间以保护剑心。这也让剑心在杀死对手的同时重伤了雪代巴。在剑心脸颊上划下第二道伤痕后，雪代巴最终离世。
剑心因为雪代巴的死而责备自己，他发誓要为了实现桂小五郎所希望的时代而奋斗，在此之后将会继续战斗以保护无辜但不再杀人。桂小五郎告诉剑心他派了新的杀手杀死了真正的内奸。在烧掉了和雪代巴一同居住过的小屋后，绯村剑心以“人斩拔刀斋”之名回到了维新事变的舞台中心。当德川幕府即将落幕时，剑心第一次遇到他未来的对手斋藤一和同为新选组队长的冲田总司。随着幕末革新活动的结束，人斩拔刀斋也销声匿迹。在故事的最后，剑心回到他小时候埋葬的人贩队伍的墓地，并将雪代巴的围巾放在坟上。之后不久，在此路过的比古清十郎注意到围巾，意识到剑心终于吸取了教训。

## 角色表
| 角色          | 日语配音          | 人物特质 |
| ------------- | ----------------- | --- |
| 绯村剑心 心太 | 凉风真世 铃木真仁 | 红色头发，身形不高，年幼时原名“心太”，父母双亡，后经师父比古清十郎改名为“剑心”。外表看似锐意难挡，但内心却略显激进和孩子气。本性善良，但在一次次刺杀任务的执行后变得冷酷、麻木。                                                                                       |
| 雪代巴        | 岩男润子          | 素色衣，淡紫色披肩，眼眸漆黑，是绯村剑心的前妻。性格内敛，为人温和善良、不善表达。原是武士清里明良的未婚妻，在清里被剑心杀害后遵从指使接近剑心，意图复仇。当得知自己的任务就是成为剑心的弱点后，选择挡在剑心面前，最终被后者误杀而亡，临死前在剑心脸上留下第二道伤痕。 |
| 雪代缘        | 佐佐木望          | 雪代巴之弟，在剑心和雪代巴二人隐居期间找到雪代巴，为其带去了复仇信息。 |
| 比古清十郎    | 池田秀一          | 飞天御剑流第十五代传人。主人公年幼遭遇强盗时出手相救的剑客，其后成为剑心的剑术师父。反对徒弟下山投入到乱世中去。 |
| 桂小五郎      | 关智一            | 历史真实人物，倒幕派藩士。安排剑心成为从暗处为维新派扫清障碍的刽子手拔刀斋。看出了雪代巴能给剑心带来救赎和亮色，在池田屋之变后侥幸逃生。之后安排剑心与雪代巴前往乡间隐居，并将剑心托付给雪代巴。                                                                       |
| 高杉晋作      | 高木涉            | 历史真实人物，倒幕派长州藩士。剑心曾是其组织的奇兵队成员。 |
| 斋藤一        | 铃置洋孝          | 历史真实人物。 |
| 冲田总司      | 小粥洋子          | 历史真实人物。 |
| 清里明良      | 岩永哲哉          | 雪代巴的未婚夫，剑心脸上第一道伤痕的始作俑者。 |
| 饭塚          | 中尾隆圣          | 在雪代巴离开剑心的时候将她是内奸的事情告诉了剑心。实际上是倒幕派内真正的内奸。 |
| 片贝          | 星野充昭          | 倒幕藩士，发现饭塚的内奸身份后被杀。 |
| 辰巳          | 內田稔            | “暗乃武”组织首领。 |

## 制作
《追忆篇》由原電視版导演古桥一浩执导，十川诚志编剧，岩崎琢负责配乐，SPE Visual Works（后来的Aniplex）参与投资，Studio Deen工作室负责动画制作。本剧以原著漫画《人诛篇》第165幕“追忆之一·刽子手”至第179幕“追忆之十四·时代之河”的部分故事为基础，将原本的故事改编为四幕的OVA。

### 制作背景
在1994年时期，日本各大出版社争相刊载少年漫画，而和月伸宏的《浪客剑心·明治剑客浪漫潭》也在集英社《少年JUMP》上连载。由于成功的吸引了部分女性读者，《浪客剑心》成为了《少年JUMP》的主打作品。彼时稍微有点影响力的漫画都会被同步改编为动画，因此電視动画版的《浪客剑心》也开始了电视台播映。但因受众年龄层所限，電視版制作时原本漫画作品中该有的深沉部分都被弱化以适应年轻读者的口味。而到电视台播映后期更是因动画故事进度与原作漫画不匹配、画面中人物衣着过于艳丽，加上盲目追求商业利益导致动作场面被静止画面替代、资金和制作周期出现问题等，最终使得電視版在《人诛篇》还没制作的情况下就匆匆结束播映。受此影响，作为電視版导演的古桥一浩也备受争议。甚至原作者和月也在漫画单行本上对電視版的糟糕制作发牢骚。電視版结束之后，应市场需求，导演古桥一浩以原作漫画的《追憶篇》为蓝本，制作了OVA《追忆篇》。由于OVA版制作时间和资金均較為充裕，本片與電視版相比，在各个方面的製作品質均大幅提升。

### 改编
与原作漫画不同，本片在影像化改编时不以剑心视角的回忆为叙事手法，而是以雪代巴的视角来叙述一个独立完整的青年剑客成长的故事。从原作京都篇中涉及的比古清十郎与剑心初次相遇为开端，着重讲述剑心与雪代巴相关的故事，期间穿插剑心跟随师父学艺的回想，直到最后倒幕成功，剑心离开乱世舞台为止。由于原著是作者和月伸宏成熟时期作品，OVA导演古桥一浩和编剧十川诚志在改编时并未进行大量修改，仅仅是在细节处利用影像化的特点做了更艺术化的处理。十川诚志表示为了编写写实风格的剧本，剧中浑浊的世界观参考了五社英雄导演的电影《人斩》，时间轴相互交错的手法则致敬了剧作家桥本忍。导演用柳泽正秀代替原本電視版的角色设定师滨洲英喜，设计了较为写实的人物形象。相比漫画原作，OVA在改编时对部分桥段做出了部分修改，比如剑心和雪代巴的初次见面。原著中是起于一场“英雄救美”式的戏码，而在制作OVA时这一幕被全部删除。不同于漫画中需要通过独白、补白等来表现人物丰富的情感变化，动画化时，制作团队借用人物细微的神态变化和细节比对来表达人物的内心，使得剧中剑心与雪代巴之间交流的台词非常少，取而代之的是动作、眼神等交流，借图像突出细微神态来表达人物的情感变化。动画也对部分台词做了改动，删除了很多原作中有碍人物个性表现的台词，如剑心在雨夜被伏击时“幕府的走狗”之类，以更加符合主人公单纯的个性。编剧十川诚志在回忆中也提到，当时团队对台词的选择十分谨慎。而另一方面，作为故事转折的“池田屋事件”在原著中仅仅一笔带过，而导演在OVA改编时却别出心裁的加入了一段雪代巴恰巧约剑心外出散心的戏，一面通过画面正面展现了新选组积极备战的场景，一面给突然得知消息的剑心增加压力，提升场景氛围的紧张感。当剑心准备前往救援同伴时，这场戏里适时的加入了雪代巴提出要做剑心的“刀鞘”这一心声。在引入了雪代巴可能是剑心敌对阵营的悬念的同时，也表现出了她自身的矛盾。最重要改编的是剑心脸颊十字伤的成形之因。原著是在最终对决时，从雪代巴手上脱落的刀无意间在剑心脸上划下了第二道伤痕，OVA改编后变成了在被剑心劈倒后，雪代巴带着最后的不舍用原来随身携带的短刀在剑心脸上主动划下的。

### 情节
本片将原著漫画的剧情用因果式线性结构分割成了四幕，每一幕都分别突出了一个中心问题。如第一幕“刽子手”就着重描写剑心作为剑客和杀手的生活；第二幕“迷路猫”则描述了雪代巴与剑心的相遇和她自己内心的矛盾；第三幕“宵里山”重点刻画了从二人在维新运动受挫后假扮夫妻隐居宵里山期间互生爱意到雪代巴的身份被揭穿；最后一幕“十字伤”则讲述了为救落入陷阱的剑心而被误伤的雪代巴临死前在剑心脸上划下十字伤。
导演运用镜头穿插回忆，在“池田屋事件”和“禁门之变”等真实历史事件背景上将幕末维新运动中倒幕尊王派和幕府新选组之间的争斗、剑心自身的成长、与雪代巴之间的感情变化以及倒幕派内部查找内奸，多线交织组成整个故事架构。整个故事情节在主线背后同时开展了另外多条线索。其中，剑心的成长贯穿始终，被以插叙和倒叙等叙事手法交代给观众。在1864年从春末剑心杀死清里一行人到这一年冬天大雪封山时击败“暗乃武”团伙并误杀雪代巴的主时间轴中，巧妙安插了剑心回忆自己与师父为下山出世而争执、在高杉晋作的奇兵队被桂小五郎发掘、到京都为维新派执行刺杀活动等片段。此外，导演在情节布置上十分巧妙的设置了各种悬念。除了伴随全剧推进，关于倒幕派内奸身份的悬念，还有雪代巴身世的悬念。

### 画面
《Otaku USA》的达里尔·素叻（Daryl Surat）表示本作使用了比電視版更加“逼真”的艺术风格，开篇就使用了“绘画感、鲜血和暴力”的场面。本片在造型设计上忠于原著漫画，画面上巧妙运用古风场景和造型来隐喻角色的内在。剑心初次执行刺杀任务时，以灰暗场景暗示其从事暗杀为业的见不得光，以山茶花象征革命和流血。剑心刺杀清里时出现的山茶花隐喻了清里对未婚妻的无限眷恋。与雪代巴相遇时又以山茶花的血红色来象征大背景下流血的革命与小环境下人物的爱恨交织，表达了时代无法停止的车轮与个人悲惨命运之间的强烈冲突。初次登场的雪代巴又以一身白色素衣，暗示着人物最终的死亡宿命。作为一部OVA作品，片中部分喧闹场景以静态画面配合音效来表现，甚至还以实景片段来表现浪花拍岸的效果，以此来减少绘制工作量。但是在剑心杀死清里的片段里，制作者以较为出色的运镜手法，先以鱼眼视角从下方拍摄二人身姿，之后切换到90度平视来表现人物之间的位置关系。由于以雪代巴的视角来叙述，制作方以各种动作细节来体现本就不善表达的女主人公内心的起伏。
与此同时，动画制作者在片中大量运用各种蒙太奇手法。第一幕开场时，以平行蒙太奇手法将1864年执行刺杀任务的剑心，与1859年被比古清十郎救起的剑心两条线通过主人公的回忆慢慢展现出来，最终交代出剑心的剑客身世以及投身乱世的缘由。当剑心决定下山以自己的剑技帮助百姓时，导演采用反射蒙太奇手法，将画面背景中的太阳光处理成星星一样，来衬托此时剑心内心光芒万丈的品性，也表现出他手中的剑将像灼眼的光一样给人带来伤害。OVA在处理剑心与雪代巴二人见面时，也通过平行蒙太奇的表现手法展现出一个在孤独饮酒，另一个在雨中杀戮，之后才回到原著的雨中相遇的场景。在第二幕中描述池田屋事件时，导演运用叫板式蒙太奇手法，以身为联络人的饭塚对剑心进行讲述，引出桂小五郎与宫部鼎藏的争执，紧接着穿插进新撰组突击池田屋的场景剪影配合剑心在街道上热闹人群中奔跑的场景，快速而又明晰的交代了历史事件对故事的推动。在第三幕中，当主人公短暂享受平凡的生活时，利用劳作劈柴与杀人挥刀的场景切换，以对比、平行、心理蒙太奇相互混合的手法突出其心绪在平和现实与血腥回忆中互相穿插来表现其身份转换的差距感，从而表达出主人公内心对美好和平生活的渴望。在清里被剑心刺杀时以散落的花朵为媒介，切换出其未婚妻的身影，用花落和满地鲜血来象征生命的凋落，从而突出了其作为弱者的不幸和作为杀手的剑心当时对生命的无情。在第四幕中，导演又大量的使用交叉蒙太奇，以巧妙的剪辑手法将同一时间，剑心和雪代巴两人分别在不同场景的遭遇相互交错，细致表现出两边人物复杂的内心。一边是感受到背叛但仍旧身怀爱意被不断击杀的杀手，一边是满怀愧意只想以死作答的女子。在结尾处剑心与敌人交战时奔向敌人的过程中又使用了闪回蒙太奇，以各种往事和幻觉一起夹杂在片段中不断闪现来制造悬念的同时也表现人物的复杂心态。此外，在剧中，剑心的陀螺和雪代巴的白梅香在不同的场景中反复出现，以复现蒙太奇的手法刻画出人物的内心。以儿童玩物的陀螺表现出刽子手内心如孩童般纯净一面以及剑心对单纯生活的向往，而白梅香则象征雪代巴虽然外表柔弱，却在乱世的血雨腥风中独自散发着幽香。导演还善用小道具，以隐喻蒙太奇的手法来表现人物内心的变化。故事初期，雪代巴不离身的短刀是她对自身安全的寄托。当她终于放下短刀时，她已经在剑心身上找到了安全、信赖和依托，放下了自己原本的身份和任务，希望与眼前的爱人平平淡淡的生活下去。而雪代巴的日记则代表了她不断挣扎的内心。雪代巴的白梅香先是在两人初见时唤起了剑心内心人性美好的一面，又在最后唤起了他对两人美好的回忆并最终解开误会。剧中还多次使用心理蒙太奇手法，以回忆、梦境、闪念等反应人物内心的复杂情感，表现人物内心的挣扎历程。在展现幕末维新志士与幕府新撰组之间生死斗争时，导演运用积累式蒙太奇以暗夜背景中剑士们一次次挥剑相向的声音和刀剑相撞的火星来表现历史的真实残酷一面。然而观众最能直观感受到的是剧中随处可见的抒情式蒙太奇，制作者以各种空镜头来恰如其分的表现情绪，如第一幕中的月景、夕阳等，来表现幕末的混乱和黑暗。而导演凭着自身对那个时代的深刻体会，以对比蒙太奇的手法，通过镜头在强烈对比的场面或者事物上切换对善恶美丑等的极端刻画来描绘出一个时代的浓缩影像。
除此之外，本片通过各种风景、物件等来表现了日本那个时代的风土人情，比如故事早期几个人物所在的长州藩、酒馆里的菖蒲花、地板上的角形灯、烹饪用的釜、剑心和雪代巴去镇上时路过的夏安居、二人停步观赏的琵琶湖、作为囚禁地的老式仓库、桂小五郎的相好几松弹奏的月琴、清里记忆中雪代巴手持的酸浆草以及最后一幕片尾的戊辰战争片段等。

### 音乐
電視版时的配乐由朝仓纪行制作，但由于各种原因，94集的动画却没有配很多配乐，也没有令人印象深刻的曲目流传。其后延续制作剧场版的《浪客剑心——维新志士镇魂歌》时导演启用了岩崎琢来制作影片配乐，由此带来了影片音乐上的良好评价。到制作OVA时，导演在音乐上依然选择由岩崎琢负责制作，带来了如《In Memories "A Boy Meets the Man"》这样出色的曲目。作曲家在全剧中利用温婉的长笛和饱经沧桑感的单簧管充当主要乐器，以管弦乐为主旋律演奏，辅以电子乐元素。第一幕开头山间月色下，长笛声如呜咽一般响起，从这之后以此为基调延续出现在剧中各个不同的场景中。当年幼的心太被身形高大的男子收留并改名为剑心时，管弦乐在背景中低吟；当清里与重仓十兵卫等人在夜幕中交谈时，夜色中浮现的笛声配合画面上出现的山茶花表现出清里遥想家乡未婚妻时的心境；当剑心出现与清里等人交手时，音乐从低音突然拔高，配合着刀剑相向的节奏；当清里在剑心脸上划下第一道伤痕时，原本激昂的节奏突然停止转而继续以哀怨的笛声在低音区游荡。池田屋一战中，随着首当其冲的冲田总司，音乐激情奋起。以带着强劲的鼓点声和激昂的交响乐配合画面上人物华丽的剑技动作。尤其是在全剧结尾段的煽情处理，在剑心的梦里出现的雪代巴在其身后轻握剑心的手，使得剑心的手松开了入睡时一贯紧握的剑。此时背景音乐中响起的单簧管和长笛在没有对白的画面下交代了二人之间的关系和命运交织。其余片段中，岩崎琢所作的配乐时而婉转时而大气，与剧情起伏密切配合。除了配乐外，片中音效的制作也十分出色。在最后一幕剑心前去营救雪代巴的途中，导演刻意以剑心无规律的喘息声和脚踩雪地发出的声音配合雪地上的脚印强化了全片的悲剧氛围，同时也体现出剑心在面临绝境时的坚韧毅力以及他对雪代巴的深刻情感。1999年3月20日，本片的原声大碟由SPE Visual Works发行，共收录有片中16支配乐。
| 曲序     | 曲目                              | 时长  |
| -------- | --------------------------------- | ----- |
| 1.       | In Memories "A Boy Meets the Man" | 6:18  |
| 2.       | One of These Nights               | 2:16  |
| 3.       | Alone Again                       | 3:13  |
| 4.       | Blood                             | 1:17  |
| 5.       | Day After Day                     | 1:17  |
| 6.       | In the Rain                       | 2:31  |
| 7.       | Quiet Life -pf solo version-      | 2:47  |
| 8.       | The Will -pf solo version-        | 2:12  |
| 9.       | The Wars of The Last Wolves       | 6:10  |
| 10.      | The Will                          | 2:11  |
| 11.      | Testament                         | 1:19  |
| 12.      | Talk to the Moon                  | 2:27  |
| 13.      | Sound of Snow Falling             | 5:09  |
| 14.      | Shades of Revolution              | 7:04  |
| 15.      | In Memories "KO・TO・WA・RI"      | 5:59  |
| 16.      | Quiet Life                        | 2:49  |
| 总时长： | 总时长：                          | 55:00 |

## 主题

### 故事背景
本片将背景放在幕府末年，以主人公的成长为主线，亲幕府派与维新派之间的生死争斗的真实历史为时代大背景。部分人物如桂小五郎和高杉晋作等皆是历史真实人物，而剧情中也侧面描述了池田屋事件以及由此引发的禁门之变等真实历史事件。在大时代背景下探讨了一个“是否应当以暴制暴来建立新社会”的命题。

### 人物刻画
主角绯村剑心在片中是一名长州藩的红发剑客，以幕末四大人斩之一的剑士河上彦斋为原型。与动画中的剑心不同，他作为幕末时期熊本藩士，极力支持“尊王攘夷”和延续闭关锁国的政策，并刺杀了主张“开国论”和“公武合体”的思想家佐久间象山。原本，剑客这一形象在文学或者银幕中都多少带有令人向往的陌生、梦幻和神秘色彩，而本片以及原著漫画却着力将这一神秘的外表揭开。作为主人公，剑心虽然有着普通人遥不可及的侠客式生活，但却期望着无法拥有的普通人生活。作为一名武艺高强的剑客，剑心与其师父比古清十郎之间就剑客在乱世是会成为杀人工具，还是为百姓的幸福而战，救苦救难、替天行道这两种人生观和价值观之间产生了矛盾冲突。剧中，剑心经历了多次身份转变，既给他带来了精神上的蜕变，也使其经历了痛苦的过程。从故事初期孤立无援的幼童心太，变成立志以剑术保护百姓的剑心；从怀揣理想立志报国的剑客，变成了倚仗政客力量执行暗杀异己任务的刺客；从初为刺客时的善良和温和，到逐渐在杀戮中变得麻木无情；从冰冷的剑客遇到爱情，到逐渐体会了平民的幸福，直到最终经历失去挚爱后获得人性的复归。剧中以剑心回绝桂小五郎的邀请表现剑心对组织无条件的忠；用眼神和动作表现其对生命的冷漠。身形瘦小但不畏惧自身劣势的剑心在片中作为日本民族集体意识的体现，也同样符合日本民间故事中一贯的以弱胜强、以小胜大的主题展现。
本片对女主人公雪代巴的刻画也得到了十分高的评价。她原本是为了复仇而接近剑心，却被其内心远大的理想和人格力量所感染。放弃了报仇的念头且爱上了他，更为了防止剑心成为只会杀戮的狂人而甘愿成为他的“剑鞘”。雪代巴劝阻剑心救援池田屋的同伴时，握住他紧攥剑柄的手并真切的摇头时，对女主人公内敛的个性和此时流露出的真情做出了令人十分惊叹的刻画。在她身上主要表现了同时有忠诚和背叛这两种矛盾情感。一边是为不幸亡故的未婚夫报仇，另一边则是在相处中爱上了杀死未婚夫的刽子手。在这样的痛苦矛盾中，雪代巴面临进退两难，一边是因想要给她带来幸福而前往京都并最终惨死的未婚夫，一边是如果选择给与她第二次幸福的剑心就意味着对未婚夫的背叛。也有解读为雪代巴在爱着剑心的同时满怀对未婚夫清里的愧疚，而在发现剑心也一样爱上自己时对自己给剑心带来的痛苦的愧疚。在这样的矛盾煎熬中，雪代巴最终选择以自己的真诚和温柔来感化年轻的杀手。当她最终倒在剑心怀中时，一句“对不起，夫君”意味着同时向眼前的爱人和过去的爱人道别并以此解脱，以自己的死来同时弥补对两个男人的内疚。编剧也通过此时剧情矛盾的高潮来表现社会文化与角色之间本质上的冲突，展现出对人类的终极关怀。

### 主题刻画
《追忆篇》的主题有两层，大主题是“生死”与“爱”。“活下去、代我活下去”是其中的“生”，从一开始几位姐姐对剑心的以命相托，到不知不觉背负杀死心爱女人的未婚夫的压力，到最后的误杀妻子后独自苟活于世所背负的生命之重。而在故事开篇“理解杀人可能产生的后果”是他人向剑心指出关于“死”的主题，但彼时他尚未理解，直到故事结尾雪代巴的死，使得他最终明白死亡给人带来的巨大痛苦，从而领悟到了生命可贵的意义，并最终促使他在新时代来临后立志不再杀人。剧中清里与未婚妻雪代巴以及雪代巴与主人公剑心之间最终都是以“爱情”相互维系。而三人对于死亡的态度也与其对所牵挂之人的思念而紧紧联系在一起。以平淡的日常生活来描绘爱情的浪漫，以情侣们最终因生死而分离作为对本片大主题的具体表现。
在大主题之上，“信仰与救赎”是本片的小主题。本片选用日本历史上最重要的一个时代变革期——幕末时期作为故事背景，以滚滚向前的历史车轮来反衬每个角色的不同身份和选择。片中每个关键角色都有其不同的信仰：作为京都官员随从的清里以维护旧时代为自身信仰；以桂小五郎为首的维新派以建立新时代为自身使命；不顾师父劝阻而下山投入时代洪流的剑心则以“杀人就是为了保护人”为自己的信条；不能认同男人们互相杀伐的雪代巴一开始只是单纯以与心爱的人相守为幸福标的。不同角色之间的不同信仰在大时代下互相冲突又因果相关。另外，作为前传性质故事，导演以悲剧形式展现了主人公在人生初期的一段完整的蜕变。从年少学艺时，从受人保护的心太转变为决心持剑救人的剑心，到初下山投身乱世中却成为政客的杀人工具，性情由最初的温顺纯良变得麻木，再到遇到真爱获得人性的回归。在一方面反映乱世中个人理想（持剑救人）被残酷现实（成为政客的暗杀工具）所裹挟的同时，也表现出人性可以被人与人之间的温情所拯救的一面。以作为现实主义形象典型的剑心，来反衬个人在大时代中的悲剧。
武士道精神是日本传统文化中重要的一个组成部分，而物哀情结又是日本文化的另一个特色。原著作者以及OVA的主创团队受国家的传统文化影响，其作品也代表了这种文化下具有代表性的人生观和价值观。本片以曾在明治维新到二战结束前都一直保有着浓重军国主义色彩的日本文化为基调，以幕末时期军国主义尚未在国民意识中占据主导的这一时期，通过刻画身为刽子手的剑心以及围绕着他的一系列个人悲剧来凸显了时代的悲剧意味，表达了对武士道文化的反思。从而更进一步表现出对军国主义意识的忏悔、平和生活的可贵和对和平的渴望。

## 发行和放映
本剧最早以四幕OVA的形式于1999年2月20日到同年9月22日在日本发售LD和VHS版。同年11月至12月，制作方在更新了部分动画场面后集结成一部两个小时时长的导演剪辑版动画，分别以VHS和DVD格式发行了合并的特别版。2001年和2005年又分别发行了平价DVD版本和UMD版本。2011年8月又发布了蓝光高清版。
由ADV Films以《Samurai X: Trust & Betrayal》之名在北美和英国获得VHS和DVD的发行许可。北美地区VHS版上卷《Trust》于2000年8月22日发售，下卷《Betrayal》于同年11月14日发售。而DVD版两卷则分别在同年10月10日和11月7日和发售。2003年5月20日，四幕合一的电影版最终由ADV Films引进，以导演剪辑版在北美上映。ADV Films结业后，由Aniplex USA接手，以《Rurouni Kenshin: Trust & Betrayal》为名于2011年8月23日在北美发行蓝光光碟版的OVA。在英国，ADV Films分别于2003年1月27日和3月17日发行了两卷版DVD。
狂人娱乐则获得了在澳大拉西亚地区发行本片的许可，最终于2000年12月4日和2001年3月20日分别在澳大利亚和新西兰发售。
为迎接電視版动画制作15周年，2011年8月，NICONICO在日本、美国和加拿大三个国家同步免费播放《追忆篇》。2014年为了配合真人电影《京都大火篇》和《传说的最后时刻篇》的上映，NICONICO又在日本地区免费播映了電視版94集以及OVA版的本片与《星霜篇》。2020年5月30日起，ABEMA开始在其平台限时免费放映包含本片在内的浪客剑心系列三部OVA动画作品。同年12月，本片在日本动漫网站AT-X开始放映。中国视频网站哔哩哔哩也在2020年正式从版权方Aniplex引进了本片，而在此之前在中国大陆曾有一段时期以盗版VCD的形式在市场上出现。
| OVA 追忆篇（） | OVA 追忆篇（） | OVA 追忆篇（） | OVA 追忆篇（） | OVA 追忆篇（） | OVA 追忆篇（） | OVA 追忆篇（）           | OVA 追忆篇（） | OVA 追忆篇（） | OVA 追忆篇（） | OVA 追忆篇（）  | OVA 追忆篇（） | OVA 追忆篇（） | OVA 追忆篇（）         | OVA 追忆篇（） |
| 集数           | 日文标题       | 中文标题       | 脚本           | 分镜           | 演出           | 作画監督                 | 收录媒体       | 收录媒体       | 收录媒体       | 收录媒体        | 收录媒体       | 收录媒体       | 收录媒体               | 收录媒体       |
| 集数           | 日文标题       | 中文标题       | 脚本           | 分镜           | 演出           | 作画監督                 | VHS单巻        | LD单卷         | DVD单卷        | DVD特别版       | UMD特别版      | DVD-BOX        | 剑心传（剣心伝）             | BD             |
| -------------- | -------------- | -------------- | -------------- | -------------- | -------------- | ------------------------ | -------------- | -------------- | -------------- | --------------- | -------------- | -------------- | ---------------------- | -------------- |
| 第1幕          |                | 刽子手         | 十川誠志       | 古橋一浩       | -              | 松島晃                   | 1999年 2月20日 | 1999年 2月20日 | 2001年 3月23日 | 1999年 12月18日 | 2005年 12月7日 | 2001年 3月23日 | 第19卷 2006年 12月20日 | 2011年 8月24日 |
| 第2幕          |                | 迷路猫         | 十川誠志       | 松本淳         | 清水明         | 小林利充                 | 4月21日        | 4月21日        | 3月23日        | 1999年 12月18日 | 2005年 12月7日 | 2001年 3月23日 | 第19卷 2006年 12月20日 | 2011年 8月24日 |
| 第3幕          |                | 宵里山         | 十川誠志       | 古橋一浩       | -              | 松島晃                   | 6月19日        | 6月19日        | 3月23日        | 1999年 12月18日 | 2005年 12月7日 | 2001年 3月23日 | 第19卷 2006年 12月20日 | 2011年 8月24日 |
| 第4幕          |                | 十字伤         | 十川誠志       | 古橋一浩       | -              | 柳泽正秀 中嶋敦子 松島晃 | 9月22日        | 9月22日        | 3月23日        | 1999年 12月18日 | 2005年 12月7日 | 2001年 3月23日 | 第19卷 2006年 12月20日 | 2011年 8月24日 |

## 评价
作为日式动画唯美画风的代表，《追忆篇》的故事情节、动画画面、艺术效果、配乐和日语版配音都得到了各种评论家的高度赞扬，而作品本身被广泛认为是动漫杰作和OVA巅峰作品之一。一些评论家甚至认为本片是“几乎完美动画作品”的缩影。
据十川诚志回忆，本作初发行之际，在坊间的评价更偏向于负面，原作漫画的粉丝对于OVA改编时的真实性倾向较为反感。直到后期经历海外发行后才变得大受欢迎，并出现在北美地区的销量榜单之上。在剧本方面，THEM动漫评论给了本剧5星的满分评价，评论家蒂姆·琼斯（Tim Jones）表示“强大、令人回味、令人伤感且充满激情——《浪客剑心追忆篇》是一部远超漫画原著的作品。这部剧不仅探索了原著系列，更探索了OVA作为故事媒介的极限。此外，尽管本剧在很多方面超出了原版电视剧动画，但其富有见地和互补的描述了为何剑心会成为剑心。毕竟，没有什么可以像一场激动人心的悲剧那样更好的树立角色。”他将本剧概括为“戏剧性、悲剧性、唯美”和“日本动画最精彩的典范”。他认为引人入胜的情节和大胆鲜明的风格让人联想到日本导演黑泽明的武士片。对此，AnimeJump.com的史密斯也表示赞同。然而同一网站的另一位专栏作家则称片中大量的流血并不能在深度上为情节加分，并抱怨结局时剑心誓言停止为杀人而战在这个时间点略显奇怪而不合逻辑。
《追忆篇》也受到了动画新闻网评论家们的好评。迈克·克兰多尔（Mike Crandol）将其视为有史以来最伟大的OVA系列之一，赞赏片中新的角色设计以及“非常血腥”和“唯美”的打斗场面。卡尔·金林格（Carl Kimlinger）在采访中将本剧描述为“激动人心、令人震撼、讲究、救赎和纯粹的完美”并对配音表现以A级评分，而对整部剧以A+的评分。班勃·东（Bamboo Dong）声称《追忆篇》是一部有着戏剧性的视觉效果和唯美动画的杰作，观看本剧将使观众受益于一段“令人惊叹的整体体验”。截止2020年底在动漫新闻网数据库中，《追忆篇》在动漫作品中的用户评分依然排名前五。《Animerica》评论员里奥·亚涅斯（Rio Yañez）称赞《追忆篇》“对暴力的内省”以及“充满了疯狂的武士剑斗和纷纷飞散的其他东西”，同时避免了陈规定型的定格镜头动画。在考虑暴力的“夸张”时，他觉得本片处理的很好，避免了过度和无谓，并且在动作场面“很好的平衡了奢华的背景画面和布局”。他也明确的批评ADV Film的英语配音像是“功夫片风格配音”，并指出尽管英文剧本有很用心的做过校对，但是英语配音演员经常误读日文名并且使得音轨有点轻微的混乱。DVD Talk评论员唐·休斯顿（Don Houston）称这部OVA有着扎实的剧情和配乐。而对于导演剪辑版，在如何安排原先的四幕OVA上面休斯顿称赞道“它看起来更像是一部完整的电影，而不是一部长剧的前传”。The Spectrum的弗兰科则将突然从杀手生涯过渡到平和的农夫生活的剑心与《星球大战》中的阿纳金·天行者在故事中那种被迫杀死的善良和理想主义的内心冲突进行了比较。达里尔·素叻表示，建议观众在观看《追忆篇》之前应该先看过電視版。素叻解释到OVA有着“杰出的片段”，不熟悉的观众很容易错过这些细节。
此外，在中国大陸，本片也因電視版曾被引进在电视台播出而连带受到关注并获得赞赏。而批判的声音则主要针对其画面过于血腥和氛围过于阴郁。

## 余波
本片因有着日本动画代表性的含蓄表达和丰富线索而入选北京电影学院教材。2012年发售的浪客剑心系列PSP平台游戏《浪客剑心 明治剑客浪漫谭 完醒》中也收录有本作内容。2019年4月，华纳兄弟影业发布消息，真人版电影《浪客剑心》的续集《浪客剑心 最终章》计划将于2020年夏上映。该片分成两部，分别改编自漫画原作的《人诛篇》和《追忆篇》内容，由前作的主演佐藤健继续出演剑心，有村架纯饰演雪代巴。2020年5月，本作与网易游戏旗下运营的手机游戏《一梦江湖》做了联动活动，期间玩家可以在《一梦江湖》游戏中重温本片剧情并领取相关道具。同年7月，日本游戏工作室XFLAG旗下手机游戏《言灵战士》与包括本作在内的浪客剑心系列作品进行了商业联动活动。

## 脚注

### 引文
1. ↑  . Madman Entertainment.   [2018-12-15]. （原始内容存档于2008-03-13） （英语）.
2. 1 2 3 4 5  Ross, Carlos. . THEM Anime Reviews.   [2019-06-17]. （原始内容存档于2013-01-13） （英语）.
3. 1 2 3 4 5 6 7  孙立军 2003，第136頁
4. 1 2 3 4  马华 2006，第192頁
5. 1 2 3 4 5  任俏 2003，第58頁
6. ↑  Zephyr. . ent.sina.cn. 2009-08-13  [2019-07-02]. （原始内容存档于2019-07-02） （中文（中国大陆））.
7. 1 2 3  Daryl Bunao. . Anime News Network. 2011-06-16  [2019-06-22]. （原始内容存档于2019-06-22） （英语）.
8. 1 2  . www.sohu.com. 2020-06-11  [2021-01-13]. （原始内容存档于2021-01-13） （中文（中国大陆））.
9. 1 2 3  孙立军 2003，第162頁
10. 1 2 3 4 5 6 7 8 9  世界动画史 1879-2002 下，第398頁
11. 1 2  孙立军 2003，第148頁
12. ↑  孙立军 2005，第179頁
13. ↑  孙立军 2003，第159頁
14. ↑  杨晓林 2007，第157頁.
15. 1 2  孙立军 2003，第141頁
16. 1 2 3  马华 2006，第222頁
17. ↑  孙立军 2003，第159-160頁
18. 1 2  高立伟 2016，第97頁
19. 1 2  马华 2006，第193-194頁
20. ↑  孙立军 2003，第139頁
21. 1 2  孙立军 2003，第145頁
22. ↑  马华 2006，第194-195頁
23. ↑  马华 2006，第195頁
24. ↑  孙立军 2007，第181頁
25. 1 2 3 4  杨晓林 2007，第158頁
26. 1 2  马华 2006，第196頁
27. ↑  马华 2006，第196-197頁
28. ↑  孙立军 2003，第160頁
29. ↑  马华 2006，第197頁
30. ↑  马华 2006，第198頁
31. ↑  马华 2006，第198-199頁
32. ↑  马华 2006，第199頁
33. ↑  马华 2006，第202-203頁
34. ↑  孙立军 2003，第150頁
35. ↑  孙立军 2003，第140頁
36. ↑  马华 2006，第205頁
37. ↑  马华 2006，第204頁
38. ↑  马华 2006，第205-206頁
39. ↑  马华 2006，第206頁
40. 1 2  任俏 2003，第57頁
41. ↑  马华 2006，第207頁
42. ↑  马华 2006，第208頁
43. ↑  马华 2006，第209頁
44. ↑  孙立军 2003，第164頁
45. ↑  马华 2006，第211-212頁
46. ↑  马华 2006，第212頁
47. 1 2  孙立军 2003，第161頁
48. ↑  马华 2006，第212-213頁
49. ↑  马华 2006，第213-214頁
50. ↑  马华 2006，第214頁
51. ↑  马华 2006，第214-215頁
52. 1 2  马华 2006，第211頁
53. ↑  马华 2006，第217-218頁
54. ↑  马华 2006，第219頁
55. ↑  陶云 2000，第60頁
56. ↑  马华 2006，第220頁
57. 1 2  孙立军 2003，第143頁
58. ↑  马华 2006，第220-221頁
59. 1 2  马华 2006，第221頁
60. 1 2 3 4 5 6  世界动画史 1879-2002 下，第399頁
61. 1 2 3 4 5 6  动漫大百科 2，第269頁
62. ↑  动画创作与创意，第78頁
63. 1 2 3  漫友文化传播机构 2005，第149頁
64. ↑  必达工作室 2006，第56頁
65. 1 2  美日百年动画形象研究，第294頁
66. ↑  动漫周刊 2006，第18頁
67. ↑  贾否 2008，第96頁
68. 1 2 3 4 5 6  孙立军 2003，第156頁
69. ↑  马华 2006，第225-226頁
70. 1 2 3  漫友文化传播机构 2005，第151頁
71. 1 2 3 4  . www.at-x.com.   [2021-01-13]. （原始内容存档于2020-11-10） （日语）.
72. ↑  许婧 & 汪阳 2005，第86頁.
73. ↑  美日百年动画形象研究，第219頁
74. 1 2  许婧 & 汪阳 2005，第93頁
75. ↑  漫友文化传播机构 2005，第150頁
76. ↑  许婧 & 汪阳 2005，第92頁
77. ↑  . ORICON NEWS. 2020-05-27  [2021-01-09]. （原始内容存档于2021-01-09） （日语）.
78. ↑  动漫大辞典 进阶篇 1，第100頁
79. ↑  任俏 2003，第57-58頁
80. 1 2  孙立军 2003，第155頁
81. 1 2 3  世界动画史 1879-2002 下，第396頁
82. 1 2 3  世界动画史 1879-2002 下，第397頁
83. ↑  世界动画史 1879-2002 下，第395頁
84. ↑  世界动画史 1879-2002 下，第398-399頁
85. ↑  马华 2006，第223頁
86. 1 2 3 4  十川誠志. . 脚本家そごまさし（十川誠志）がゆく. 2016-09-23  [2019-03-10]. （原始内容存档于2019-11-18） （日语）.
87. 1 2 3 4 5  马华 2006，第224頁
88. 1 2 3 4  马华 2006，第225頁
89. 1 2  孙立军 2003，第157頁
90. ↑  杨晓林 2007，第160頁
91. 1 2  杨晓林 2007，第161頁
92. ↑  陶云 2000，第59頁
93. ↑  马华 2006，第226頁
94. ↑  马华 2006，第227頁
95. ↑  马华 2006，第227-229頁
96. ↑  马华 2006，第229頁
97. 1 2  殷俊 2012，第76頁
98. ↑  吴振尘 2012，第182頁
99. ↑  范志忠 & 马华 2009，第132頁
100. ↑  范志忠 & 马华 2009，第132-133頁
101. ↑  范志忠 & 马华 2009，第134頁
102. ↑  . www.qiuxingwang.cn. 2017-04-12  [2019-06-26]. （原始内容存档于2019-06-26） （中文（中国大陆））.
103. ↑  新华社译名室 1993，第2675頁
104. 1 2  Surat 2010，第36頁
105. 1 2 3 4 5  动画场景设计，第16頁
106. ↑  日本动漫与日本物哀，第152頁
107. 1 2  李萌 2014
108. ↑  动画视听语言，第79頁
109. 1 2 3 4  吴振尘 2012，第183頁
110. ↑  吴振尘 2012，第178頁
111. 1 2  吴振尘 2012，第184頁
112. ↑  动画视听语言，第78頁
113. ↑  动画视听语言，第80頁
114. ↑  森文 2012，第233頁.
115. 1 2  杨晓林 2007，第162頁
116. 1 2 3  吴振尘 2012，第185頁
117. 1 2  动画剧作，第107頁
118. ↑  李建强 2008，第130頁.
119. ↑  动画剧作，第107-108頁
120. ↑  吴振尘 2012，第183-184頁
121. ↑  吴振尘 2012，第184-185頁
122. ↑  Poitras 2005，第14頁
123. ↑  Poitras 2005，第7頁
124. 1 2  Poitras 2005，第38頁
125. ↑  Poitras 2005，第43頁
126. 1 2  Poitras 2005，第10頁
127. ↑  Poitras 2005，第17頁
128. ↑  Poitras 2005，第22頁
129. ↑  Poitras 2005，第29頁
130. ↑  高中新课程实施解说，第254頁
131. 1 2 3  漫友文化传播机构 2005，第153頁
132. ↑  动漫大百科 2，第270頁
133. ↑  动画创作与创意，第137頁
134. ↑  . CdJapan.   [2021-01-10]. （原始内容存档于2008-12-24） （日语）.
135. 1 2 3 4  陈晨 2010，第50頁
136. ↑  杨晓林 2007，第159頁
137. ↑  美日百年动画形象研究，第218頁
138. ↑  八越 2001，第31頁
139. ↑  银色星空，第23-26頁
140. 1 2 3  美日百年动画形象研究，第220頁
141. ↑  美日百年动画形象研究，第220-221頁
142. ↑  杨晓林 2007，第159-160頁.
143. ↑  纪元元 2018，第63頁
144. ↑  纪元元 2018，第63-64頁
145. ↑  梁雨 2012，第231頁
146. ↑  孙立军 2003，第156-157頁
147. ↑  范志忠 & 马华 2009，第112頁
148. 1 2 3  杨晓林 2007，第163頁
149. 1 2  范志忠 & 马华 2009，第133頁
150. ↑  何岸 2004，第66頁.
151. ↑  范志忠 & 马华 2009，第113頁
152. 1 2 3 4  陈晨 2010，第49頁
153. ↑  孙立军 2003，第142頁
154. 1 2  Rio 2000，第69頁
155. ↑  日本动漫与日本物哀，第152-153頁
156. 1 2  刘磊 & 张元龙 2005，第19頁
157. ↑  孙立军 2003，第144頁
158. ↑  孙立军 2003，第144-145頁
159. ↑  孙立军 2003，第145-146頁
160. ↑  纪元元 2018，第64頁
161. ↑  徐静波 2006，第118頁
162. 1 2  陈晨 2010，第51頁
163. ↑  古橋一浩, , Amazon.co.jp,   [2021-01-10], （原始内容存档于2021-01-11） （日语）
164. 1 2  , Amazon.co.jp,   [2021-01-10], （原始内容存档于2021-01-10） （日语）
165. 1 2  , Amazon.co.jp,   [2021-01-10], （原始内容存档于2021-01-11） （日语）
166. ↑  . ORICON NEWS.   [2021-01-10]. （原始内容存档于2021-01-11） （日语）.
167. 1 2  , Amazon.co.jp,   [2021-01-10], （原始内容存档于2021-01-10） （日语）
168. ↑  Inc, Natasha. . コミックナタリー. 2011-04-21  [2021-01-13]. （原始内容存档于2017-09-09） （日语）.
169. ↑  Crandol, Mike. . Anime News Network. 2003-05-18  [2009-02-25]. （原始内容存档于2008-02-05）.
170. ↑   (VHS). ADV Films. ASIN 630587218X.
171. ↑   (VHS). ADV Films. ASIN B00004YA1W.
172. ↑  Beveridge, Chris. . AnimeOnDVD. 2002-02-15  [2021-08-18]. （原始内容存档于2006-11-01）.
173. ↑  Beveridge, Chris. . AnimeOnDVD. 2000-11-07  [2021-08-18]. （原始内容存档于2006-11-01）.
174. ↑  Beveridge, Chris. . AnimeOnDVD. 2003-05-10  [2021-08-18]. （原始内容存档于2006-11-01）.
175. ↑  . Anime News Network. 2011-05-29  [2019-06-22]. （原始内容存档于2019-06-22） （英语）.
176. ↑  Manry, Gia. . Anime News Network. 2011-08-25  [2021-08-19]. （原始内容存档于2022-05-21）.
177. ↑  . ADV Films UK.   [2021-08-19]. （原始内容存档于2006-03-14）.
178. ↑  . ADV Films UK.   [2021-08-19]. （原始内容存档于2006-03-14）.
179. ↑  . 狂人娱乐（英语：Madman Entertainment）.   [2021-08-19]. （原始内容存档于2006-09-17）.
180. ↑  . Madman Entertainment.   [2021-08-19]. （原始内容存档于2006-09-17）.
181. ↑  . 中国网络电视台. 2011-08-18  [2019-06-30]. （原始内容存档于2019-06-30） （中文（中国大陆））.
182. ↑  株式会社インプレス. . AV Watch. 2014-07-30  [2021-01-13]. （原始内容存档于2021-01-13） （日语）.
183. ↑  . 電撃オンライン. 2020-05-26  [2021-01-09]. （原始内容存档于2021-01-10） （日语）.
184. ↑  3000 2003，第47頁
185. ↑  . Amazon.co.jp.   [2009-05-23]. （原始内容存档于2013-06-22） （日语）.
186. ↑  , SME・ビジュアルワークス, 2001-03-23  [2021-01-10], （原始内容存档于2021-01-11） （日语）
187. ↑  , アニプレックス, 2006-12-20  [2021-01-10], （原始内容存档于2021-01-11） （日语）
188. ↑  古橋一浩, , Amazon.co.jp,   [2021-01-10], （原始内容存档于2021-01-11） （日语）
189. ↑  Inc, Natasha.  [《浪客剑心》OVA＆剧场版蓝光光碟在北美发行]. コミックナタリー.   [2024-03-22]. （原始内容存档于2024-03-22） （日语）.
190. ↑  . Amazon.co.jp.   [2009-05-23]. （原始内容存档于2013-06-22） （日语）.
191. ↑  , SME・ビジュアルワークス, 2001-03-23  [2021-01-10], （原始内容存档于2021-01-11） （日语）
192. ↑  . Amazon.co.jp.   [2009-05-23]. （原始内容存档于2013-06-22） （日语）.
193. 1 2  . www.kenshin-tv.com.   [2021-01-13]. （原始内容存档于2019-05-15） （日语）.
194. ↑  . Amazon.co.jp.   [2009-05-23]. （原始内容存档于2013-06-22） （日语）.
195. ↑  刘斌 2018，第198頁
196. ↑  Chris Beveridge. . The Fandom Post. 2011-09-19  [2019-06-19]. （原始内容存档于2019-06-19） （英语）.
197. ↑  . tower.jp. 2011-08-17  [2019-06-19]. （原始内容存档于2019-06-19） （日语）.
198. ↑  . tower.jp.   [2019-06-19]. （原始内容存档于2019-06-19） （日语）.
199. 1 2  Crandol, Mike. . Anime News Network. 2003-05-18  [2019-06-17]. （原始内容存档于2012-12-08） （英语）.
200. 1 2  Dong, Bamboo. . Anime News Network.   [2019-06-17]. （原始内容存档于2012-07-29） （英语）.
201. 1 2  Kimlinger, Carl. . Anime News Network.   [2019-06-17]. （原始内容存档于2013-01-16） （英语）.
202. ↑  . Anime-Planet.com. 2006-08-11  [2009-10-04]. （原始内容存档于2012-01-27） （英语）.
203. ↑  Илья Муратов. . АниМаг.   [2009-10-04]. （原始内容存档于2012-01-27） （俄语）.
204. ↑  新华通讯社 1985，第401, 208頁
205. 1 2  C.B. Smith. . AnimeJump.com. 2003-12-21  [2009-02-03]. （原始内容存档于2012-01-27） （英语）.
206. ↑  新华通讯社 1985，第280頁
207. ↑  新华通讯社 1985，第66頁
208. ↑  . Anime News Network.   [2021-01-10]. （原始内容存档于2021-01-10） （英语）.
209. ↑  新华社译名室 1993，第2348, 2996頁
210. ↑  新华通讯社 1985，第108, 199頁
211. ↑  Houston, Don. . DVD Talk. 2003-05-20  [2009-05-26]. （原始内容存档于2015-10-31） （英语）.
212. ↑  Frank B. Chavez. . TheSpectrum.net. 2007-06-14  [2009-04-07]. （原始内容存档于2012-01-27） （英语）.
213. ↑  孙立军 2003，第137頁
214. ↑  郁美 2011，第188頁
215. ↑  马华 2006，本书序言
216. ↑  株式会社インプレス. . GAME Watch. 2012-08-10  [2021-01-14]. （原始内容存档于2017-08-06） （日语）.
217. 1 2  Alex Mateo. . Anime News Network. 2019-04-12  [2019-06-22]. （原始内容存档于2019-04-12） （英语）.
218. ↑  . 映画.com. 2020-03-19  [2021-01-22]. （原始内容存档于2020-10-06） （日语）.
219. ↑  咕噜噜. . www.gamedog.cn. 2020-05-08  [2021-01-13]. （原始内容存档于2021-01-13） （中文（中国大陆））.
220. ↑  株式会社ミクシィ. . プレスリリース・ニュースリリース配信シェアNo.1｜PR TIMES. 2020-07-02  [2021-01-15]. （原始内容存档于2020-10-30） （日语）.